# Bryconops cyrtogaster
Bryconops cyrtogaster es una especie de peces de la familia Characidae en el orden de los Characiformes.

## Morfología
Los machos pueden llegar alcanzar los 12 cm de longitud total.

## Hábitat
Vive en zonas de clima tropical.

## Distribución geográfica
Se encuentran en Sudamérica: río Oyapock entre la Guayana Francesa y Brasil.